# Грошовий засіб України
Валюта України — грошові знаки, що перебувають в обігу та є законним платіжним засобом на території України, а також вилучені з обігу або такі, що вилучаються з нього, але підлягають обмінові на грошові знаки, які перебувають в обігу. З 1996 року валютою України є гривня.
Валюта України представлена у формі банкнотів, казначейських білетів, монет та в інших формах.